# Christian Keuschnigg

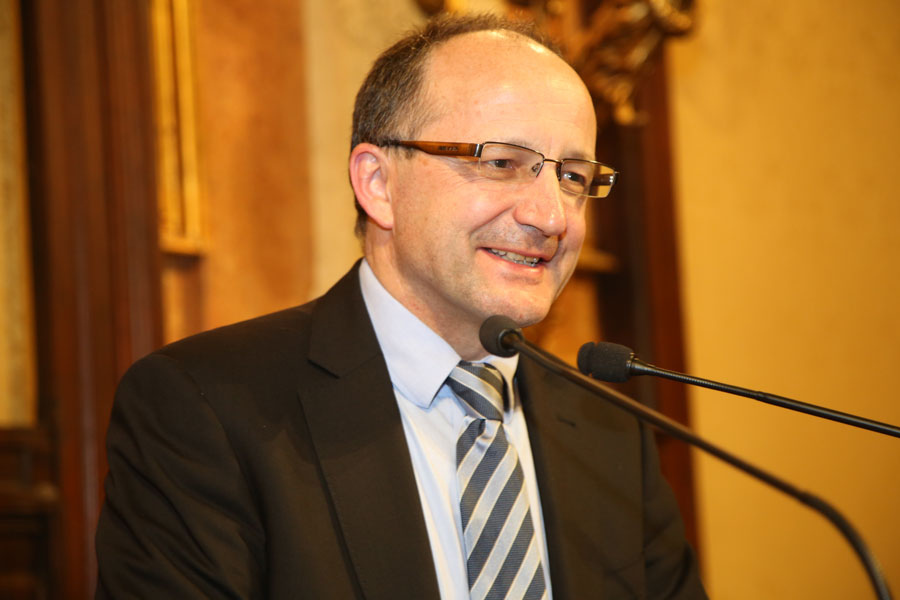
Christian Keuschnigg (2014)

Christian Keuschnigg (* 9. Jänner 1959 in St. Johann in Tirol) ist ein österreichischer Ökonom.

## Leben
Keuschnigg diplomierte 1981 an der Leopold-Franzens-Universität in Betriebswirtschaftslehre und schloss 1986 einen Postgraduiertenlehrgang am Institut für Höhere Studien ab. 1987 promovierte er in Innsbruck in Volkswirtschaftslehre. 1997 wurde er Professor für Finanzwissenschaft an der Universität des Saarlandes. 2001 folgte er einem Ruf an die Universität St. Gallen. 
Ab 1. Juni 2012 war er in Nachfolge Bernhard Felderers Direktor am Institut für Höhere Studien, am 23. Oktober 2014 wurde sein Rücktritt aus dieser Funktion bekannt. Ab 2015 folgt ihm in dieser Funktion Sigurd Hoellinger nach. Kritisiert wurde Keuschnigg unter anderem, weil er wegen seines Lehrauftrags in St. Gallen nur drei Tage pro Woche in Wien war. Dorthin wird er nach Beendigung seiner Tätigkeit am IHS Vollzeit zurückkehren. Einen inhaltlichen Konflikt gab es aber vorwiegend um sein Konzept für das zum damaligen Zeitpunkt in finanzieller Schieflage befindliche IHS, die Soziologie und die Politikwissenschaft abzuschaffen.
Keuschnigg ist Vorsitzender des finanzwissenschaftlichen Ausschusses des Vereins für Socialpolitik, Mitherausgeber des FinanzArchivs, Mitherausgeber der European Economic Review und Mitglied in mehreren Forschungsnetzwerken.
2015 gründete er das Wirtschaftspolitische Zentrum Wien (WPZ).

## Auszeichnungen
- 2012: Tiroler des Jahres[7]

## Belege
- Lebenslauf